# Temporada 1986-87 de los Atlanta Hawks
La temporada 1986-87 fue la decimonovena de los Atlanta Hawks en la NBA en su ubicación de Atlanta, la trigésimo octava en la liga y la cuadragésimo primera desde su fundación. La temporada regular acabó con 57 victorias y 25 derrotas, ocupando el segundo puesto de la Conferencia Este, clasificándose para los playoffs, en los que cayeron en semifinales de conferencia ante Detroit Pistons.

## Elecciones en elDraft
| Ronda | Puesto | Jugador            | Posición  | Nacionalidad    | Universidad |
| ----- | ------ | ------------------ | --------- | --------------- | ----------- |
| 1     | 19     | Billy Thompson     | SF        | Estados Unidos  | Louisville  |
| 2     | 32     | Cedric Henderson   | Ala-Pívot | Estados Unidos  | Georgia     |
| 2     | 40     | Augusto Binelli    | Pívot     | Italia          |             |
| 2     | 42     | Ron Kellogg        | Alero     | Estados Unidos  | Kansas      |
| 3     | 65     | Dave Hoppen        | Pívot     | Estados Unidos  | Nebraska    |
| 3     | 70     | Jim Les            | Base      | Estados Unidos  | Bradley     |
| 6     | 134    | Alexander Volkov   | Ala Pívot | Unión Soviética |             |
| 7     | 157    | Valerie Tikhonenko | Alero     | Unión Soviética |             |

## Temporada regular
| División Central    | División Central | División Central | División Central | División Central | División Central | División Central | División Central | División Central |
| Equipo              | G                | P                | %                | PD               | Casa             | Fuera            | Div              |                  |
| ------------------- | ---------------- | ---------------- | ---------------- | ---------------- | ---------------- | ---------------- | ---------------- | ---------------- |
| y-Atlanta Hawks     | 57               | 25               | .695             | –                | 35–6             | 22–19            | 17–13            |                  |
| x-Detroit Pistons   | 52               | 30               | .634             | 5                | 32–9             | 20–21            | 17–13            |                  |
| x-Milwaukee Bucks   | 50               | 32               | .610             | 7                | 32–9             | 18–23            | 17–13            |                  |
| x-Indiana Pacers    | 41               | 41               | .500             | 16               | 28–13            | 13–28            | 13–16            |                  |
| x-Chicago Bulls     | 40               | 42               | .488             | 17               | 29–12            | 11–30            | 17–12            |                  |
| Cleveland Cavaliers | 31               | 51               | .378             | 26               | 25–16            | 6–35             | 8–22             |                  |

## Playoffs

### Primera ronda
Atlanta Hawks vs. Indiana Pacers 
| Fecha       | Partido                              | Ciudad       |
| ----------- | ------------------------------------ | ------------ |
| 24 de abril | Atlanta Hawks 110, Indiana Pacers 94 | Atlanta      |
| 26 de abril | Atlanta Hawks 94, Indiana Pacers 93  | Atlanta      |
| 29 de abril | Indiana Pacers 96, Atlanta Hawks 87  | Indianapolis |
| 1 de mayo   | Indiana Pacers 97, Atlanta Hawks 101 | Indianapolis |
|             | Atlanta Hawks gana las series 3-1    |              |

### Semifinales de Conferencia
Atlanta Hawks  vs. Detroit Pistons
| Fecha      | Partido                                | Ciudad  |
| ---------- | -------------------------------------- | ------- |
| 3 de mayo  | Atlanta Hawks 111, Detroit Pistons 112 | Atlanta |
| 5 de mayo  | Atlanta Hawks 115, Detroit Pistons 102 | Atlanta |
| 8 de mayo  | Detroit Pistons 108, Atlanta Hawks 99  | Detroit |
| 10 de mayo | Detroit Pistons 89, Atlanta Hawks 88   | Detroit |
| 13 de mayo | Atlanta Hawks 96, Detroit Pistons 104  | Atlanta |
|            | Detroit Pistons gana las series 4-1    |         |

## Estadísticas
| Rk | Jugador           | Edad | P  | PT | MP   | TC   | TCI  | %TC  | T3  | T3I | %T3  | TL  | TLI | %TL   | RO  | RD  | RT   | AS   | RB  | TAP | BP  | FP  | PTS  |
| -- | ----------------- | ---- | -- | -- | ---- | ---- | ---- | ---- | --- | --- | ---- | --- | --- | ----- | --- | --- | ---- | ---- | --- | --- | --- | --- | ---- |
| 1  | Dominique Wilkins | 27   | 79 | 79 | 37.6 | 10.5 | 22.6 | .463 | 0.4 | 1.3 | .292 | 7.7 | 9.4 | .818  | 2.7 | 3.6 | 6.3  | 3.3  | 1.5 | 0.6 | 2.7 | 1.9 | 29.0 |
| 2  | Kevin Willis      | 24   | 81 | 81 | 32.4 | 6.6  | 12.4 | .536 | 0.0 | 0.0 | .250 | 2.8 | 4.0 | .709  | 4.0 | 6.5 | 10.5 | 0.8  | 0.8 | 0.8 | 2.1 | 3.9 | 16.1 |
| 3  | Doc Rivers        | 25   | 82 | 82 | 31.6 | 4.2  | 9.2  | .451 | 0.0 | 0.3 | .190 | 4.5 | 5.4 | .828  | 1.0 | 2.6 | 3.6  | 10.0 | 2.1 | 0.4 | 2.6 | 3.5 | 12.8 |
| 4  | Randy Wittman     | 27   | 71 | 65 | 28.9 | 5.6  | 11.2 | .503 | 0.1 | 0.2 | .333 | 1.4 | 1.8 | .787  | 0.4 | 1.3 | 1.7  | 3.0  | 0.5 | 0.2 | 1.2 | 1.5 | 12.7 |
| 5  | Tree Rollins      | 31   | 75 | 58 | 23.5 | 2.3  | 4.2  | .546 | 0.0 | 0.0 |      | 0.8 | 1.2 | .724  | 2.1 | 4.4 | 6.5  | 0.3  | 0.6 | 1.9 | 0.8 | 3.2 | 5.4  |
| 6  | Cliff Levingston  | 26   | 82 | 10 | 22.5 | 3.1  | 6.0  | .506 | 0.0 | 0.0 | .000 | 1.9 | 2.6 | .731  | 2.7 | 3.8 | 6.5  | 0.5  | 0.6 | 0.8 | 0.9 | 3.2 | 8.0  |
| 7  | Jon Koncak        | 23   | 82 | 19 | 20.5 | 2.1  | 4.3  | .480 | 0.0 | 0.0 | .000 | 1.5 | 2.3 | .654  | 1.9 | 4.1 | 6.0  | 0.4  | 0.6 | 0.9 | 1.1 | 3.2 | 5.6  |
| 8  | Mike McGee        | 27   | 76 | 6  | 18.7 | 4.1  | 8.9  | .459 | 1.1 | 3.0 | .376 | 1.1 | 1.8 | .584  | 0.9 | 1.2 | 2.1  | 2.0  | 0.8 | 0.0 | 1.4 | 2.1 | 10.4 |
| 9  | Spud Webb         | 23   | 33 | 0  | 16.1 | 2.2  | 4.9  | .438 | 0.0 | 0.2 | .167 | 2.4 | 3.2 | .762  | 0.2 | 1.6 | 1.8  | 5.1  | 1.0 | 0.1 | 2.1 | 2.0 | 6.8  |
| 10 | Gus Williams      | 33   | 33 | 0  | 14.6 | 1.6  | 4.4  | .363 | 0.2 | 0.5 | .278 | 0.8 | 1.2 | .675  | 0.2 | 1.0 | 1.2  | 4.2  | 0.5 | 0.2 | 1.6 | 1.6 | 4.2  |
| 11 | John Battle       | 24   | 64 | 8  | 12.6 | 2.3  | 4.9  | .457 | 0.0 | 0.2 | .000 | 1.5 | 2.0 | .738  | 0.3 | 0.7 | 0.9  | 1.9  | 0.5 | 0.1 | 0.9 | 1.2 | 6.0  |
| 12 | Antoine Carr      | 25   | 65 | 2  | 10.7 | 2.1  | 4.1  | .506 | 0.0 | 0.0 | .333 | 1.1 | 1.6 | .709  | 0.9 | 1.5 | 2.4  | 0.5  | 0.2 | 0.7 | 0.6 | 2.2 | 5.3  |
| 13 | Scott Hastings    | 26   | 40 | 0  | 6.4  | 0.6  | 1.7  | .338 | 0.1 | 0.3 | .167 | 0.6 | 0.7 | .793  | 0.4 | 1.4 | 1.8  | 0.3  | 0.3 | 0.2 | 0.3 | 0.9 | 1.8  |
| 14 | Cedric Henderson  | 21   | 6  | 0  | 1.7  | 0.3  | 0.8  | .400 | 0.0 | 0.0 |      | 0.2 | 0.2 | 1.000 | 0.3 | 0.2 | 0.5  | 0.0  | 0.0 | 0.0 | 0.2 | 0.2 | 0.8  |
| 15 | Michael Wilson    | 27   | 2  | 0  | 1.0  | 0.0  | 1.0  | .000 | 0.0 | 0.0 |      | 0.0 | 0.0 |       | 0.0 | 0.0 | 0.0  | 0.5  | 0.0 | 0.0 | 0.5 | 0.5 | 0.0  |

## Galardones y récords
| Jugador/Entrenador | Galardón                              |
| Dominique Wilkins  | 2.º Mejor quinteto de la NBA All-Star |